# Avon (Alabama)
Avon – miasto w Stanach Zjednoczonych, w stanie Alabama, w hrabstwie Houston. W roku 2023 miasto zamieszkiwały 473 osoby, a gęstość zaludnienia wynosiła 69,6 osoby/km².